# Navaja de Hitchens
La navaja de Hitchens es un principio epistemológico que dice que la carga de la prueba (onus probandi) en un debate recae en quien realiza la afirmación y si este no la sustenta, entonces el oponente no tiene necesidad de refutar una afirmación sin respaldo. Su nombre hace alusión a la navaja de Ockham y fue formulada por el escritor y periodista Christopher Hitchens (1949–2011) en 2003:

Lo que puede afirmarse sin pruebas puede desestimarse sin pruebas.

La navaja de Hitchens realmente es una traducción de un proverbio latino "Quod gratis asseritur, gratis negatur", que se ha usado ampliamente al menos desde el siglo XIX. Hitchens la popularizó al emplearla en inglés. Es usada, por ejemplo, para contrargumentar a la apologética presuposicionalista. Esta cita aparece textual en God Is Not Great: How Religion Poisons Everything, un libro escrito por Hitchens en 2007.
Richard Dawkins, compañero en su activismo ateo, formuló una versión diferente de la misma ley que tiene la misma implicación, en una conferencia TED en 2002:

El onus recae en usted para explicar por qué, el onus no recae en los demás para explicar por qué no.

Dawkins usó está versión para argumentar contra el agnosticismo, al que describió como "pobre" en comparación con el ateísmo, porque rechaza juzgar afirmaciones que, aunque no complementamente falsables, es muy improbable que sean ciertas.